# مسح مجلة لانسيت لضحايا حرب العراق
نشرت ذا لانسيت، وهي واحدة من أقدم المجلات الطبية العلمية في العالم، دراستين تمت مراجعتهما من قبل الأقران حول تأثير غزو العراق عام 2003 والاحتلال اللاحق على معدل الوفيات في العراق.تم نشر أولها في عام 2004 ؛ الثانية (من قبل العديد من نفس المؤلفين) في عام 2006.تقدر الدراسات عدد الوفيات الزائدة الناجمة عن الاحتلال، سواء المباشرة (المقاتلين بالإضافة إلى غير المقاتلين) وغير المباشرة (بسبب زيادة الفوضى، والبنية التحتية المتدهورة، وسوء الرعاية الصحية، إلخ.).
الاستطلاع الأول  الذي نُشر في 29 أكتوبر 2004، قدر 98000 حالة وفاة عراقية زائدة (بمدى من 8000 إلى 194000، باستخدام فاصل ثقة 95 ٪ (CI)) من غزو 2003 والاحتلال اللاحق للعراق حتى ذلك الوقت، أو حوالي 50٪ أعلى من معدل الوفيات قبل الغزو.وصف المؤلفون هذا بأنه تقدير متحفظ، لأنه استبعد البيانات الإحصائية المتطرفة المتطرفة من الفلوجة.إذا تم تضمين مجموعة الفلوجة، فإن تقدير الوفيات سيرتفع إلى 150٪ عن معدلات ما قبل الغزو (95٪ CI: 1.6 إلى 4.2).
الاستطلاع الثاني  الذي نُشر في 11 أكتوبر 2006، قدّر 654965 حالة وفاة زائدة متعلقة بالحرب، أو 2.5٪ من السكان، حتى نهاية يونيو 2006.طبقت الدراسة الجديدة طرقًا مماثلة وتضمنت مسوحات بين 20 مايو و 10 يوليو 2006. تم مسح المزيد من الأسر، مما سمح بفاصل ثقة بنسبة 95٪ من 392,979 إلى 942,636 حالة وفاة عراقية زائدة.601027 حالة وفاة (النطاق من 426369 إلى 793663 باستخدام فاصل ثقة 95٪) كانت بسبب العنف.نُسب 31٪ (186,318) من هؤلاء إلى التحالف الذي تقوده الولايات المتحدة، و 24٪ (144,246) إلى آخرين، و 46٪ (276,472) غير معروف.كانت أسباب الوفيات العنيفة هي طلقات نارية (56٪ أو 336.575)، سيارة مفخخة (13٪ أو 78133)، انفجار / ذخيرة أخرى (14٪)، غارة جوية (13٪ أو 78133)، حادث (2٪ أو 12020)، وغير معروف (2٪).
تقديرات الوفيات في مسوحات لانسيت أعلى مما ورد في العديد من التقارير الأخرى، بما في ذلك تقارير وزارة الصحة العراقية والأمم المتحدة، بالإضافة إلى المسوح الأخرى للأسر مثل مسح الظروف المعيشية في العراق ومسح صحة الأسرة في العراق.قدّر مسح ORB لعام 2007 لضحايا حرب العراق عدد القتلى أكثر من لانسيت، على الرغم من أنه غطى فترة أطول من الصراع. أثارت استطلاعات لانسيت انتقادات وعدم تصديق من بعض الصحفيين والحكومات ومشروع إحصاء الجثث في العراق وبعض علماء الأوبئة والإحصائيين وغيرهم، ولكن تم دعمها أيضًا من قبل بعض الصحفيين والحكومات وعلماء الأوبئة والإحصائيين.

## الدراسة الأولى (2004)
تمت رعاية الاستطلاع من قبل مركز دراسات الطوارئ الدولية واللاجئين،كلية جونز هوبكنز بلومبرج للصحة العامة،بالتيمور، دكتوراه في الطب، الولايات المتحدة (المؤلفان ديويد روبرتس، كيلبرت بانهام) وقسم طب المجتمع، كلية الطب،الجامعة المستنصرية، بغداد، العراق.تم اختيار فريق روبرتس لخبرتهم في تقدير إجمالي الوفيات في مناطق الحرب، على سبيل المثال تقديره لـ 1.7 مليون حالة وفاة بسبب الحرب في الكونغو  والتي لم تقابل فقط بقبول واسع النطاق ولم تواجه أي تحد عند نشرها في عام 2000، لكنه نتج عنه واستشهد به في قرار لمجلس الأمن الدولي يقضي بضرورة مغادرة جميع الجيوش الأجنبية للكونغو، وطلب الأمم المتحدة تقديم 140 مليون دولار كمساعدات، وتعهد وزارة الخارجية الأمريكية بتقديم 10 ملايين دولار إضافية كمساعدات.تم قبول دراسات مماثلة دون نقد كتقديرات للوفيات في زمن الحرب في دارفور  والبوسنة.
أسلوب روبرتس المعتاد هو تقدير إجمالي الوفيات من خلال المسوحات الشخصية لعينة من الأسر في المنطقة قيد الدراسة؛ يتم اختيار هذه الطريقة من أجل تجنب النقص في العد المتأصل في استخدام الوفيات المبلغ عنها فقط في المناطق شديدة الفوضى بحيث لا يتم الإبلاغ عن العديد من الوفيات، ولإدراج تلك الوفيات التي لا تُعزى مباشرة إلى العنف ولكن مع ذلك نتيجة الصراع من خلال وسائل غير مباشرة، مثل تلوث إمدادات المياه أو عدم توافر الرعاية الطبية.معدل الوفيات الأساسي المحسوب من تقارير الأشخاص الذين تمت مقابلتهم للفترة السابقة للنزاع يُطرح من ذلك المبلغ عنه أثناء النزاع، لتقدير معدل الوفيات الزائد الذي قد يُعزى إلى وجود الصراع، بشكل مباشر أو غير مباشر.تم قبول هذه التقنية دون نقد في مسوحات الوفيات السابقة التي نوقشت أعلاه.
بسبب عدم جدوى إجراء مسح موزع بالتساوي، لا سيما أثناء الحرب، تستخدم استطلاعات روبرتس «أخذ العينات العنقودية»، وتقسيم المنطقة إلى عدد من المناطق المختارة عشوائيًا، والمأهولة تقريبًا بالسكان؛ يتم اختيار نقطة عشوائية داخل كل منطقة، ويتم مسح عدد ثابت من الأسر الأقرب إلى تلك النقطة على أنها «مجموعة».في حين أن هذه التقنية ليست دقيقة مثل المسح الموزع بالتساوي لنفس العدد من الأسر، إلا أن هذه التقنية أكثر دقة من مجرد مسح أسرة واحدة لكل نقطة محددة.
في دراسته للعراق، قسم روبرتس البلاد إلى 33 منطقة، في محاولة لأخذ عينات من 30 أسرة لكل مجموعة، واختيار 988 أسرة، مع 7868 من السكان.في سبتمبر 2004، تمت مقابلة كل أسرة معيشية تم مسحها حول تكوين الأسرة والولادات والوفيات منذ يناير 2002.من بين 78 أسرة طُلب من أعضائها إبراز الوثائق لتأكيد مزاعمهم بعد انتهاء المقابلة، تمكنت 63 أسرة من تقديم شهادات وفاة.وفقًا للمؤلفين، رفضت 5 (0.5٪) من 988 أسرة تم اختيارها عشوائياً ليتم مسحها إجراء المقابلات.
تم تقدير الخطر النسبي للوفاة بسبب الغزو والاحتلال عام 2003 بمقارنة معدل الوفيات في 17.8 شهرًا بعد الغزو مع 14.6 شهرًا التي سبقته.صرح المؤلفون، «بوضع افتراضات متحفظة، نعتقد أن حوالي 100000 حالة وفاة زائدة، أو أكثر حدثت منذ غزو العراق عام 2003».ومن بين هذه «الافتراضات المحافظة» استبعاد المعطيات من الفلوجة في كثير من نتائجها.نظرًا لأن تفسير نتائج الدراسة سيكون معقدًا من خلال تضمين مجموعة نائية في الفلوجة، حيث تسبب القتال العنيف في خسائر أكثر بكثير من أي مكان آخر في العراق، فقد ركزت الدراسة بشكل أساسي على النتائج التي استبعدت كتلة الفلوجة.بينما جادل المؤلفون بأن إدراج مجموعة الفلوجة يمكن تبريره كجزء طبيعي من إستراتيجية أخذ العينات (لاحظ المؤلفون أن «النقاط الساخنة» الأخرى مثل النجف لم يتم مسحها في النهاية)، وقدم المؤلفون مجموعتين من النتائج في بعض الحالات (مجموعة واحدة تضم بيانات الفلوجة وواحدة لا)، المقالة، ومعظم التغطية الصحفية للمقال، تؤكد البيانات التي استبعدت كتلة الفلوجة.
ركز الجدل الرئيسي في وسائل الإعلام في الولايات المتحدة والمملكة المتحدة على ما إذا كان98000 (95٪ CI 8000–194000)المزيد من العراقيين ماتوا نتيجة لتدخل التحالف، محسوبًا من تقديرهم لزيادة معدل الوفيات بمقدار 1.5 مرة (95٪ CI 1.1- 2.3)معدل ما قبل الحرب (باستثناء بيانات الفلوجة).لو تم تضمين عينة الفلوجة، فإن تقدير الاستطلاع أن معدلات الوفيات قد زادت بنحو 2.5 مرة منذ الغزو (مع 95٪ CI 1.6-4.2)بما في ذلك بيانات الفلوجة، كان من الممكن أن يؤدي إلى ما يزيد عن 298000 حالة وفاة (95٪ CI ؟ -؟)، حيث يتركز 200000 في 3٪ من العراق حول الفلوجة (روبرتس وآخرون، ص. 5).

وبحسب المقال، كان العنف مسؤولاً عن معظم الوفيات الإضافية سواء تم استبعاد بيانات الفلوجة أم لا.ستكون غارات التحالف الجوية السبب الرئيسي لهذه الوفيات العنيفة إذا تم تضمين بيانات الفلوجة.وخلصت الدراسة إلى أن: «الوفيات العنيفة منتشرة على نطاق واسع، وتم الإبلاغ عنها في 15 مجموعة من أصل 33، ونُسبت بشكل أساسي إلى قوات التحالف».و «العنف سبب معظم الوفيات الزائدة، وكانت الغارات الجوية لقوات التحالف مسؤولة عن معظم الوفيات العنيفة».تقدر الدراسة أن خطر الموت على وجه التحديد بسبب العنف في العراق خلال الفترة التي تلت الغزو كان أعلى بحوالي 58 مرة مما كان عليه في الفترة التي سبقت الحرب، حيث كان CI95 هو 8.1-419، مما يعني أن هناك فرصة بنسبة 97.5٪ بأن خطر الموت من جراء أعمال العنف بعد الغزو أعلى بما لا يقل عن 8.1 مرات مما كان عليه من قبل.ذكرت نيوزداي:
كانت أكثر أسباب الوفاة شيوعًا قبل غزو العراق هي النوبات القلبية والسكتات الدماغية والأمراض المزمنة الأخرى.ومع ذلك، بعد الغزو، تم تسجيل العنف باعتباره السبب الرئيسي للوفاة ونُسب بشكل أساسي إلى قوات التحالف - حيث نتج حوالي 95 بالمائة من القتلى عن القنابل أو نيران طائرات الهليكوبتر الحربية.

### الانتقادات والانتقادات المضادة
ركزت بعض الانتقادات على فترات الثقة الواسعة نسبياً 95٪ (CI95)، الناتجة عن صعوبة وندرة المصادر الموثوقة.
بعد كتابة مقال طويل  في يناير 2005 في تاريخ التعليم العالي، كتبت ليلى غوترمان مقالًا قصيرًا في مجلة كولومبيا للصحافة جاء فيه: «اتصلت بعشرة خبراء في الإحصاء الحيوي والوفيات.لم يعترض أحد منهم على طرق الدراسة أو استنتاجاتها.أخبرني العلماء أنه إذا كان هناك أي شيء، فقد كان المؤلفون حذرين في تقديراتهم.من خلال مكالمة سريعة للإحصائي، كان الصحفيون قد اكتشفوا أن الاحتمال يشكل منحنى الجرس - الاحتمال ضئيل للغاية أن عدد الوفيات انخفض في أي من طرفي النطاق.كان من المحتمل جدًا أن يسقط بالقرب من المنتصف».
نص بيان وزاري كتبته حكومة المملكة المتحدة في 17 تشرين الثاني (نوفمبر) 2004 على أن «الحكومة لا تقبل الاستنتاج المركزي [للدراسة]»، لأنها على ما يبدو غير متوافقة مع الأرقام التي نشرتها وزارة الصحة العراقية، بناءً على الأرقام التي جمعتها المستشفيات، الذي جاء في التقرير أنه «بين 5 نيسان / أبريل 2004 و 5 تشرين الأول / أكتوبر 2004، قُتل 3853 مدنياً وجُرح 15517».
قال بعض النقاد إن مؤلفي دراسة ذا لانسيت لم يتمكنوا من زيارة بعض مناطق العينة المختارة عشوائيًا.في مقابلة مع البرنامج الإذاعي «هذه الحياة الأمريكية»، يقول مؤلفو الدراسة إنهم لم يستبدلوا مناطق مختلفة، يسهل الوصول إليها، وأن كل مكان تم اختياره عشوائيًا في بداية الدراسة تم مسحه بالكامل، على الرغم من خطر الموت على المساحين.
أشار منتقدو دراسة لانسيت إلى صعوبات أخرى في الحصول على إحصائيات دقيقة في منطقة الحرب.يعترف مؤلفو الدراسة بهذه النقطة بسهولة ويلاحظون المشاكل في الورقة؛ على سبيل المثال يقولون أنه «يمكن أن يكون هناك تجمع دراماتيكي للقتلى في الحروب حيث يموت الكثير من القصف».قالوا أيضًا إن البيانات التي استندت إليها توقعاتهم كانت «محدودة الدقة» لأن جودة المعلومات تعتمد على دقة المقابلات المنزلية المستخدمة في الدراسة.
كانت نتائج الدراسة حساسة سياسياً، حيث أن ارتفاع عدد القتلى قد يثير تساؤلات بشأن المبررات الإنسانية عشية انتخابات رئاسية أمريكية متنازع عليها.واعترض النقاد على توقيت التقرير، زاعمين أنه تم إعداده ونشره على عجل على الرغم مما اعتبروه رديء الجودة من أجل التأثير على الناخبين الأمريكيين.حول هذا الموضوع، صرح ليس روبرتس «لقد أرسلته عبر البريد الإلكتروني في 30 سبتمبر بشرط أن يكون قد تم الإعلان عنه قبل الانتخابات.كان دافعي في القيام بذلك عدم تحريف الانتخابات.كان دافعي أنه إذا حدث ذلك خلال الحملة الانتخابية، فسيضطر كلا المرشحين إلى التعهد بحماية أرواح المدنيين في العراق.كنت أعارض الحرب وما زلت أعتقد أن الحرب كانت فكرة سيئة، لكنني أعتقد أن علمنا قد تجاوز وجهات نظرنا.» 

### منشوراتلانسيتالمتعلقة بالنقد
- 20 نوفمبر 2004.انتقادات واقتراحات من قبل المراجع الأقران البروفيسور شيلا بيرد، وحدة الإحصاء الحيوي بمركز البحوث الطبية، كامبريدج CB2 2SR، المملكة المتحدة، رئيس فريق عمل الجمعية الإحصائية الملكية حول مراقبة الأداء في الخدمات العامة.يستدعي الأسلوب العلمي «موصوفًا جيدًا بشكل عام وقابل للتكرار بسهولة»، ولكنه يقول «[p] يلزم إيلاء اهتمام خاص لمنهجية الاختيار العشوائي لموقع (مواقع) المجموعة (المجموعات) داخل المحافظات.يصف روبرتس وزملاؤه هذا الأمر بإيجاز شديد».يقترح تضمين معلومات إضافية بحيث يمكن تطبيق مضاعفات أكثر دقة (للحصول على التقدير النهائي).يناقش مثالاً ظرفًا افتراضيًا يتضمن المعلومات المذكورة، فيما يتعلق بوفيات الغارات الجوية والأضرار الجانبية، والتي يمكن أن يحدث تحتها زيادة في العد بسبب تباين الكثافة السكانية بين تمثيلات المجموعات.[19]
- 26 مارس 2005.انتقادات من ستيفن أبفيلروث، قسم علم الأمراض، كلية ألبرت أينشتاين للطب.ينتقد «العديد من تقنيات أخذ العينات المشكوك فيها والتي كان ينبغي فحصها بشكل أكثر شمولاً قبل النشر» ويسرد العديد من العيوب، بما في ذلك العيوب «القاتلة»، والتي «في مثل هذه الحالة، يلزم وجود نقاط عينة عشوائية متعددة داخل كل منطقة جغرافية، وليس نقطة واحدة لكل 739000 فرادى.» [20]
- 26 مارس 2005.رد ليس روبرتس وآخرون.إلى Apfelroth.يعترف بالعيوب، لكنه يقول «إن النتائج الرئيسية للصحة العامة لهذه الدراسة قوية على الرغم من عدم الدقة هذا.وتشمل هذه النتائج: ارتفاع معدل الوفيات بعد الغزو.زيادة الوفيات الناجمة عن العنف بمقدار 58 ضعفًا، مما يجعلها السبب الرئيسي للوفاة؛ وأغلب الوفيات بسبب الضربات الجوية لقوات التحالف.سواء أكان العدد الحقيقي للقتلى هو 90.000 أو 150.000، فإن هذه النتائج الثلاثة تعطي توجيهات وافرة لفهم ما يجب أن يحدث لتقليل الوفيات بين المدنيين. ...قبل النشر، تمت مراجعة المقال بشكل نقدي من قبل العديد من الجهات الرائدة في الإحصاء والصحة العامة وتم دمج اقتراحاتهم في الورقة.عدد القتلى المقدّر من خلال دراستنا غير دقيق حقًا، ويجب ألا يكتفي المهتمون بالقانون الدولي والسجلات التاريخية بدراستنا.نحن نشجع أبفيلروث والآخرين على تحسين جهودنا.في غضون ذلك، نشعر أن هذه الدراسة، بالإضافة إلى استطلاع العينة المنشور الآخر الوحيد الذي نعرفه حول هذا الموضوع، تشير إلى العنف من قبل قوات التحالف باعتباره السبب الرئيسي للوفاة وتذكرنا أن عدد القتلى العراقيين هو بالتأكيد كثير.مرات أعلى مما تم الإبلاغ عنه بواسطة أساليب المراقبة السلبية أو في الحسابات الصحفية».[21]

### ردود أخرى على النقد
كما كتب تاريخ التعليم العالي مقالاً يناقش الاختلافات في استقبال الاستطلاع في الصحافة الشعبية حول كيفية تلقيه في المجتمع العلمي.
كتب عالم الأوبئة كليم ماكفرسون في 12 مارس 2005 المجلة الطبية البريطانية : «رفضت الحكومة هذا المسح وتقديراته على أنها غير موثوقة؛ جزئيًا بشكل سخيف لأن الاستقراء الإحصائي من العينات كان يُعتقد أنه غير صحيح.هم غير دقيقين، ولكن إلى حد معروف.هذه تقديرات فريدة من مسح نزيه تم إجراؤه في أخطر الظروف الوبائية.ومن ثم فإن التقديرات، بقدر ما يمكن أن تذهب، من غير المرجح أن تكون متحيزة، حتى أنها تسمح بإعادة الفلوجة.إن الخلط بين عدم الدقة والتحيز أمر غير مبرر».

## الدراسة الثانية (٢٠٠٦)
نُشرت دراسة ثانية قام بها بعض المؤلفين أنفسهم في أكتوبر 2006، في ذا لانسيت.
نقدر أنه بين 18 آذار (مارس) 2003 ويونيو (حزيران) 2006، مات 654.965 (392.979-942.636) عراقيًا أكثر مما كان متوقعًا على أساس معدل الوفيات الخام قبل الغزو كنتيجة لغزو التحالف.من بين هذه الوفيات، نقدر أن 601,027 (426,369-793,663) كانت بسبب العنف.
إذا كانت دقيقة، فإن هذه الأرقام تشير إلى وفاة ما معدله 500 شخص يوميًا، أو 2.5٪ من سكان العراق خلال هذه الفترة.

ذكرت مقالة في الواشنطن بوست بتاريخ 11أكتوبر/ تشرين الأول2006  ما يلي:
تم إجراء المسح في الفترة ما بين 20مايو و 10يوليو[2006] من قبل ثمانية أطباء عراقيين تم تنظيمه من خلال الجامعة المستنصرية في بغداد.قاموا بزيارة 1849 أسرة تم اختيارها عشوائياً والتي يبلغ متوسط عدد أفراد كل منها سبعة أفراد.سُئل شخص واحد من كل أسرة عن الوفيات في الأشهر الأربعة عشر التي سبقت الغزو وفي الفترة التي تليها.طلب المحققون شهادات وفاة في 87 بالمائة من الوقت.عندما فعلوا ذلك، قدم أكثر من 90 بالمائة من الأسر شهادات.
لانسيت: 
تم تضمين 47 فقط من المجموعات الخمسين المطلوبة في هذا التحليل.في مناسبتين، أدى سوء الفهم إلى عدم زيارة التجمعات في المثنى ودهوك، وبدلاً من ذلك تم إدراجها في محافظات أخرى.في واسط، أدى انعدام الأمن إلى قيام الفريق باختيار أقرب منطقة سكانية تالية، وفقًا لبروتوكول الدراسة.في وقت لاحق تم اكتشاف أن هذا الموقع الثاني كان في الواقع عبر الحدود في محافظة بغداد.لذلك تم استبعاد هذه المجموعات الثلاث التي أسيء توزيعها، وتركت عينة نهائية من 1849 أسرة في 47 مجموعة تم اختيارها عشوائيًا.
اعتمد مؤلفو لانسيت حساباتهم على معدل وفيات فائض إجمالي بعد الغزو بلغ 7.8 / 1000 / سنة. «كانت معدلات الوفيات قبل الغزو 5.5 لكل 1000 شخص سنويًا (95٪ CI 4.3-7.1)، مقارنة بـ 13.3 لكل 1000 شخص سنويًا (10.9 - 16.1) في 40 شهرًا بعد الغزو.» انظر الجدول 3 في مقالة لانسيت. تم الإبلاغ عن عدد السكان المستخدم في الحساب في ملحق لانسيت : «تم تطبيق توقعات الوفيات على تقديرات منتصف العام 2004 (26112353) من المناطق التي تم مسحها (والتي تستثني محافظتي المثنى ودهوك، والتي كانت تم حذفه من خلال الإسناد الخاطئ) لتحديد توقعات الوفيات».
من بين 629حالة وفاة تم التحقق منها وتسجيلها بين عينة من 1849أسرة تضم حوالي 12801 شخصًا وقت إجراء المسح،13٪ حدثت في 14شهرًا قبل الغزو و 87٪ في 40 شهرًا بعد ذلك. «تم حساب مجتمع الدراسة في بداية فترة الاسترجاع (1يناير2002) ليكون 11956، وتم الإبلاغ عن إجمالي 1474 ولادة و 629 حالة وفاة خلال فترة الدراسة.»
خلصت الدراسة إلى أن معدل الوفيات لكل 1000 من السكان في السنة في فترة ما قبل الغزو كان 5.5 (المدى من 4.3 إلى 1.7، باستخدام 95 ٪ CI،فاصل الثقة) وفي فترة ما بعد الغزو كان 13.3 (95 ٪ CI،10.9-16.1).وبالتالي، كان معدل الوفيات الزائدة خلال فترة ما قبل الغزو 7.8 لكل 1000 من السكان سنويًا، حيث شكلت الوفيات العنيفة 92 ٪ من معدل الوفيات المتزايد.
واشنطن بوست : «تسببت إصابات أعيرة نارية في 56 في المائة من الوفيات العنيفة، بينما تسببت السيارات المفخخة والانفجارات الأخرى في 14 في المائة، وفقًا لنتائج المسح.من بين الوفيات العنيفة التي حدثت بعد الغزو، كان 31 في المائة منها بسبب قوات التحالف أو الغارات الجوية، على حد قول المستطلعين».
تظهر نتائج الدراسة زيادة معدل الوفيات خلال فترات ما بعد الغزو، مع زيادة معدل الوفيات في الفترة من يونيو 2005 إلى يونيو 2006 البالغ 14.2 (95٪ CI،8.6-21.5) وهو ما يقرب من 5.5 ضعف معدل الوفيات الزائد لشهر مارس 2003 - أبريل 2004 من 2.6 (95٪ CI،0.6-4.7).تقدم دراسة عام 2006 أيضًا تقديرًا لفترة 18 شهرًا بعد الغزو (مارس 2003 حتى سبتمبر 2004) لـ 112000 حالة وفاة (95 ٪ CI،69000-155000).استنتج المؤلفون، «وهكذا، فإن البيانات المقدمة هنا تؤكد صحة دراستنا لعام 2004، والتي قدرت بشكل متحفظ معدل وفيات زائد بما يقرب من 100000 اعتبارًا من سبتمبر 2004.»
وصف المؤلفون حقيقة أن تقديراتهم أعلى بعشر مرات من التقديرات الأخرى، مثل تقدير مشروع إحصاء الجثث في العراق (IBC) وتقديرات وزارة الدفاع الأمريكية، بأنها "غير متوقعة"، مشيرين إلى أن هذا أمر شائع في الصراع.مواقف.وذكروا،"باستثناء البوسنة، لا يمكننا أن نجد أي حالة صراع حيث سجلت المراقبة السلبية أكثر من 20٪ من الوفيات التي تم قياسها بالطرق القائمة على السكان.في العديد من الفاشيات، قللت الأمراض والوفيات المسجلة بالطرق القائمة على المرافق من تقدير الأحداث بعامل عشرة أو أكثر عند مقارنتها بالتقديرات القائمة على السكان.بين عامي 1960 و 1990، أفادت تقارير الصحف عن الوفيات السياسية في غواتيمالا بشكل صحيح بأكثر من 50٪ من الوفيات في سنوات العنف المنخفض ولكن أقل من 5٪ في سنوات العنف الأعلى

### ردود الفعل الرسمية
ذكرت مقالة سان فرانسيسكو كرونيكل بتاريخ 12أكتوبر2006:
قال بوش: «ستمائة ألف أو ما توقعوه عادل، إنه غير موثوق به»، ورفض المنهجية ووصفها بأنها «مشوهة إلى حد كبير».في كانون الأول (ديسمبر) [2005]، قدر بوش أن 30 ألف عراقي قتلوا في الحرب.وردا على سؤال في المؤتمر الصحفي عما يعتقده هو الرقم الآن قال بوش «أنا أقف بجانب الرقم الذي فقد الكثير من الأبرياء حياتهم.» في إفادة منفصلة في البنتاغون، قال الجنرال.قال جورج كيسي، القائد الأعلى للقوات الأمريكية في العراق، إن الرقم «يبدو بعيدًا جدًا عن أي رقم رأيته.لم أر عددًا أعلى من 50000.ولذا فأنا لا أعطيها الكثير من المصداقية على الإطلاق».
رفضت حكومة المملكة المتحدة أيضًا استنتاجات الباحثين.وبذلك، لم تذكر نصيحة كبير المستشارين العلميين بوزارة الدفاع، السير روي أندرسون، الذي وصف الدراسة بأنها «قوية» وأساليبها المزعومة «قريبة من» أفضل الممارسات «في هذا المجال، بالنظر إلى صعوبات جمع البيانات والتحقق منها في الظروف الحالية في العراق»، في مذكرة داخلية في يوم نشر الدراسة، بتاريخ 13 أكتوبر 2006.

### انتقادات
انتقد مشروع إحصاء الجثث في العراق (IBC)، الذي يجمع قاعدة بيانات عن وفيات المدنيين المبلغ عنها، تقدير لانسيت لـ 601.000 حالة وفاة عنيفة  من تقديرات لانسيت البالغة 654965 إجمالي الوفيات الزائدة المتعلقة بالحرب.يجادل مقال صدر في تشرين الأول (أكتوبر) 2006 من قبل مشروع إحصاء الجثث في العراق بأن تقدير لانسيت مشكوك فيه «بسبب استنتاج مختلف تمامًا توصل إليه مسح عشوائي آخر للأسر، وهو مسح الظروف المعيشية في العراق لعام 2004 (قوانين إلينوي المجمعة)، باستخدام طريقة قابلة للمقارنة ولكنها أفضل توزيعًا وأكبر بكثير.عينة.» تعدد مشروع إحصاء الجثث في العراق أيضًا العديد من «التداعيات الصادمة» والتي قد تكون صحيحة إذا كان تقرير لانسيت دقيقًا، على سبيل المثال «تم استلام نصف مليون شهادة وفاة من قبل العائلات التي لم يتم تسجيلها رسميًا على الإطلاق» وتزعم أن هذه «الآثار المتطرفة وغير المحتملة» و «الإخفاق التام للوكالات المحلية أو الخارجية في ملاحظة هلاك الذكر البالغ والاستجابة له السكان في المناطق الحضرية الرئيسية» هي بعض الأسباب العديدة التي تجعلهم يشككون في تقديرات الدراسة.تنص مشروع إحصاء الجثث في العراق على أن هذه العواقب قد تشكل «مفاهيم متطرفة». تقول التصريحات اللاحقة في مقال عام 2010 من قبل مشروع إحصاء الجثث في العراق أن «أرقام القتلى المبالغ فيها بشكل كبير» من تقرير لانسيت لعام 2006 قد «تم تشويه سمعتها بشكل شامل» من خلال بحث نُشر مؤخرًا.
أعرب جون بيدرسن من معهد فافو  ومدير الأبحاث في مسح قوانين إلينوي المجمعة، الذي قدر حوالي 24000 (95٪ CI 18000-29000) حالة وفاة مرتبطة بالحرب في العراق حتى أبريل 2004، عن تحفظات بشأن معدل الوفيات المنخفض قبل الحرب.استخدمت في دراسة لانسيت وحول قدرة مؤلفيها على الإشراف على المقابلات بشكل صحيح لأنها أجريت في جميع أنحاء العراق.نُقل عن بيدرسن قوله إنه يعتقد أن أرقام لانسيت «مرتفعة، وربما عالية جدًا.سأقبل شيئًا بالقرب من 100000 لكن 600000 أكثر من اللازم».
نُقل عن ديباراتي جوها سابير، مدير مركز أبحاث وبائيات الكوارث في بروكسل، في مقابلة مع موقع Nature.com، قوله إن فريق بورنهام نشر أرقامًا «مبالغًا فيها» «تشوه» عملية تقدير أعداد الوفيات. «لماذا يفعلون هذا؟» هي تسأل. «هذا بسبب الانتخابات». ومع ذلك، قامت مقابلة أخرى بعد أسبوع برسم صورة أكثر دقة لانتقاداتها: "لديها بعض المخاوف المنهجية بشأن الورقة، بما في ذلك استخدام السكان المحليين - الذين ربما عارضوا الاحتلال - كمحاورين.كما تشير إلى أن النتيجة لا تتناسب مع أي نتيجة سجلتها خلال 15 عامًا من دراسة مناطق الصراع.حتى في دارفور، حيث دمرت الجماعات المسلحة قرى بأكملها، تقول إن الباحثين لم يسجلوا الـ500 في predominately [ك‍]. الوفيات العنيفة في اليوم والتي يقدر فريق جونز هوبكنز حدوثها في العراق.لكن بشكل عام، يقول Guha-Sapir إن الورقة تحتوي على أفضل البيانات حتى الآن عن معدل الوفيات في العراق."  مقال لاحق شارك في تأليفه دباراتی كوها سابیر وأوليفييه ديغوم كريد يستعرض بيانات لانسيت بالتفصيل.وخلصت إلى أن لانسيت بالغت في تقدير الوفيات وأن عدد القتلى المرتبطين بالحرب كان على الأرجح حوالي 125000 خلال الفترة التي غطتها دراسة لانسيت، ووصلت إلى استنتاجاتها من خلال تصحيح الأخطاء في تقدير لانسيت لعام 2006 وتثليثها ببيانات من مشروع إحصاء الجثث في العراق وقوانين إلينوي المجمعة.
تقوم بيث أوزبورن دابونتي، وهي عالمة ديمغرافية معروفة بإنتاج تقديرات الوفيات في حرب الخليج الأولى، بتقييم مسح لانسيت ومصادر أخرى في ورقة للمجلة الدولية للصليب الأحمر. من بين الانتقادات الأخرى، يشكك لرنزو دا بونته في موثوقية تقديرات ما قبل الحرب المستخدمة في دراسة لانسيت لاشتقاق تقدير «الوفيات الزائدة»، والموافقة الأخلاقية على المسح.وتخلص إلى أن المعلومات الأكثر موثوقية المتوفرة حتى الآن يتم توفيرها من خلال مسح صحة الأسرة في العراق، ومسح ظروف المعيشة في العراق، وعدد الجثث في العراق.
شكك مراسل بورزو دراغاهي في العراق لصحيفة لوس أنجلوس تايمز، في مقابلة مع ،بي بي إس في الدراسة بناءً على أبحاثهم السابقة في العراق، قائلاً، «حسنًا، نعتقد أن لوس أنجلوس تايمز تعتقد أن هذه الأرقام كبيرة جدًا، اعتمادًا على البحث الذي قمنا به.في وقت سابق من هذا العام، في شهر يونيو تقريبًا، تم نشر التقرير على الأقل في يونيو، لكن تم الإبلاغ عنه قبل أسابيع.ذهبنا إلى المشرحة والمقابر والمستشفيات والمسؤولين الصحيين وجمعنا أكبر عدد ممكن من الإحصائيات عن الجثث الفعلية، وكان العدد الذي توصلنا إليه في شهر يونيو حوالي 50.000 على الأقل.وهذا النوع من السخرية من بعض التقارير الإخبارية التي كانت موجودة، وتراكم التقارير الإخبارية، من حيث أعداد القتلى.تقول الأمم المتحدة أن هناك حوالي 3000 قتيل في الشهر ؛ يتناسب أيضًا مع أرقامنا وأرقام المشرحة.هذا العدد الذي يبلغ 600000 أو أكثر من القتلى منذ بداية الحرب، هو بعيد جدًا عن مخططاتنا.» 
كما أثار تقدير لانسيت لشهر أكتوبر / تشرين الأول 2006 انتقادات من الحكومة العراقية.وقال المتحدث باسم الحكومة علي الدباغ إن «هذا الرقم الذي لا أساس له في الواقع مبالغ فيه». وكان وزير الصحة العراقي علي الشمري قد أعطى وجهة نظر مماثلة في تشرين الثاني (نوفمبر) 2006: «منذ ثلاث سنوات ونصف، منذ تغيير نظام صدام، يقول البعض أن 600 ألف قتلوا.هذا رقم مبالغ فيه.أعتقد أن الرقم 150 لا بأس به».
نُشرت ورقة عام 2010 من قبل البروفيسور مايكل سباجات بعنوان «المشكلات الأخلاقية ونزاهة البيانات في مسح لانسيت الثاني للوفيات في العراق» في مجلة اقتصاديات الدفاع والسلام التي تمت مراجعتها من قبل الزملاء.تجادل هذه الورقة بأن هناك العديد من «الانتهاكات الأخلاقية للمجيبين على المسح»، وتخطئ مؤلفي الدراسة في «عدم الكشف عن استبيان المسح، واستمارة إدخال البيانات، وبيانات مطابقة هوية المحاور المجهول مع الأسر وتصميم العينة»، ويعرض «الأدلة المتعلقة بتلفيق البيانات وتزويرها، والتي تنقسم إلى تسع فئات عامة».وخلصت الورقة إلى أن مسح لانسيت «لا يمكن اعتباره مساهمة موثوقة أو صالحة في المعرفة حول مدى الوفيات في العراق منذ عام 2003».

### تحقيق الرابطة الأمريكية لأبحاث الرأي العام لمسحلانسيتالثاني
في 3 فبراير 2009، أعلن المجلس التنفيذي للرابطة الأمريكية لأبحاث الرأي العام (AAPOR) أن تحقيقًا استمر لمدة 8 أشهر وجد أن مؤلف مسح لانسيت لعام 2006، الدكتور جيلبرت بورنهام، قد انتهك مدونة الأخلاقيات المهنية والممارسات الخاصة بالرابطة لرفضه المتكرر الكشف عن الحقائق الأساسية حول بحثه.وقالت ماري لوسش، رئيسة لجنة المعايير بالجمعية: «قدم الدكتور بورنهام معلومات جزئية فقط ورفض صراحة تقديم معلومات كاملة حول العناصر الأساسية لأبحاثه». وأضاف رئيس الرابطة الأمريكية لأبحاث الرأي العام، ريتشارد أ.كولكا:
عندما يتوصل الباحثون إلى استنتاجات مهمة ويدلون ببيانات عامة وحجج بناءً على بيانات أبحاث المسح، ثم يرفضون لاحقًا الإجابة حتى على الأسئلة الأساسية حول كيفية إجراء أبحاثهم، فإن هذا ينتهك المعايير الأساسية للعلوم، ويقوض بشكل خطير النقاش العام المفتوح حول القضايا الحرجة، ويقوض مصداقية جميع الاستطلاعات وأبحاث الرأي العام.كانت هذه المخاوف أساس معايير الرابطة الأمريكية لأبحاث الرأي العام والقواعد المهنية على مدار تاريخنا، وعندما يتم انتهاك هذه المبادئ بشكل واضح، يكون توعية الجمهور بهذه الانتهاكات جزءًا لا يتجزأ من مهمتنا وقيمنا كمنظمة مهنية.
أصدرت الرابطة الأمريكية لأبحاث الرأي العام في وقت لاحق قائمة أكثر تفصيلا لثمانية أجزاء محددة من المعلومات فشل بورنهام في الكشف عنها بعد الطلبات المتكررة.وتشمل هذه نسخة من استبيان المسح بجميع اللغات التي تمت ترجمتها إليها، وبيان الموافقة، ومعلومات عن منهجية اختيار العينة، وملخصا عن التصرف في جميع حالات العينة.
لا الدكتور بورنهام ولا كلية جونز هوبكنز بلومبرج للصحة العامة أعضاء في الرابطة الأمريكية لأبحاث الرأي العام.كتب تيم بارسونز، مدير الشؤون العامة في مدرسة بلومبيرج في بيان رسمي أن المدرسة «ليست في وضع يسمح لها بالتعليق» على نتائج الرابطة الأمريكية لأبحاث الرأي العام لأن المدرسة ليست عضوًا في المنظمة و «لا تعرف الإجراءات أو المعايير التي كانت عليها اتبعت في الوصول إلى القرار بشأن هذه الدراسة».أشار بارسونز أيضًا إلى أن المدرسة كانت على وشك الانتهاء من التحقيق الخاص بها في الدراسة.

تمت كتابة مقال واحد على الأقل ينتقد قرار الرابطة الأمريكية لأبحاث الرأي العام بتوجيه اللوم إلى برنهام.قالت ديبورا ماكنزي، التي كتبت في مجلة نيو ساينتست،"لا يوجد دليل مباشر على أن الهجوم الأخير على بورنهام له دوافع سياسية"، لكن الغرض المعلن من الرابطة الأمريكية لأبحاث الرأي العام،"لضمان أن البحث القائم على المسح يفي بالمعايير العالية،" كان موضع تساؤل من قبل خبراء." الذي لا يسميه ماكنزي.
بحسب تحقيق نيو ساينتست...أرسل بورنهام بياناته وأساليبه إلى باحثين آخرين، ووجدوا أنها كافية.قال متحدث باسم مدرسة بلومبيرج للصحة العامة في جونز هوبكنز، حيث يعمل بورنهام، إن المدرسة نصحته بعدم إرسال بياناته إلى الأكاديمية، حيث لا تملك المجموعة سلطة الحكم على البحث.وتقول إن "المنتدى الصحيح" هو الأدبيات العلمية.
ووفقًا لماكنزي، فإن "بيانات برنهام الكاملة، بما في ذلك تفاصيل الأسر، متاحة للباحثين الصادقين عند الطلب".وأشارت كذلك إلى أن المجلة الخاصة بـ الرابطة الأمريكية لأبحاث الرأي العام،الرأي العام الفصلي،"نشرت تحليلاً لمسح بورنهام للعراق بواسطة ديفيد ماركر من ويستات، وهي شركة استشارية في ماريلاند تصمم المسوحات." 

وقد كتبت جمعية الإحصاء الأمريكية في وقت لاحق لدعم الإجراءات التي اتخذتها الرابطة الأمريكية لأبحاث الرأي العام، قائلة:
نحن ندرك أنكم، بقيامكم بهذا الإجراء، قد تعرضتم أنفسكم لبعض الانتقادات.نيابة عن الجمعية الأمريكية للإحصاء، نود أن نعترف الرابطة الأمريكية لأبحاث الرأي العام لاتباع الإجراء والتصرف بشكل مهني في مثل هذه المسألة الصعبة والمثيرة للانقسام.وبذلك، فإنك تعبر ببلاغة من خلال أفعالك عن الأهداف المنصوص عليها في التعليمات البرمجية الخاصة بك.
في 1 فبراير 2010، تم تسمية مدرسة بلومبيرج والدكتور بورنهام باسم
ستونوالينج / كوفيروب «في جوائز آي ميديا إيثيكس 2010 العشرة الأولى» الاستطلاعات المشكوك فيها «، والتي تستند إلى حد كبير على اللوم الرابطة الأمريكية لأبحاث الرأي العام.كتب المؤلفان ديفيد دبليو مور وجورج ف.بيشوب أن بلومبيرج وبورنهام حصلوا على الجائزة،» للمماطلة في مواجهة الأسئلة الجادة حول مشروع مسح معيب، والذي أفاد بأكثر من 600 ألف حالة وفاة عراقية في الفترة من 2003 إلى 2006«، قائلين،» طلبت الرابطة الأمريكية لأبحاث الرأي العام نوع المعلومات التي يجب على أي عالم يقوم بهذا النوع من العمل الإفصاح عنها...لن تحاول مدرسة بلومبيرج تقييم ما يعتقد الخبراء أنه منهجية خاطئة بشكل شبه مؤكد، قائلة إن المجتمع العلمي يجب أن يقوم بالتقييم.ولكن بعد ذلك، تنصح المدرسة بورنهام بعدم نشر تفاصيل حول أساليبه، لذلك لا يمكن للمجتمع العلمي الحصول على المعلومات التي يحتاجها لإجراء تقييم نهائي.يبدو وكأنه شرطي و Catch 22، كلها مدمجة في واحد! 

### تحقيق جونز هوبكنز لمسحلانسيتالثاني
في فبراير 2009، نشرت كلية جونز هوبكنز بلومبرج للصحة العامة نتائج المراجعة الداخلية للدراسة. وجدت المراجعة أن الباحثين في هذا المجال استخدموا نماذج جمع بيانات مختلفة عن تلك المعتمدة في البروتوكول الأصلي.اشتملت النماذج المستخدمة في هذا المجال على مسافات لأسماء المستجيبين أو أصحاب المنازل وتم جمع العديد من هذه الأسماء، في انتهاك للبروتوكول.وقال البيان الصحفي إن المراجعة لم تجد دليلاً على إصابة أي فرد نتيجة لهذه الانتهاكات، وأنه لم يتم العثور على أي معلومات يمكن التعرف عليها خارج حوزة الباحثين.نتيجة للتحقيق الذي أجروه، علق هوبكنز امتيازات الدكتور بورنهام للعمل كمحقق رئيسي في المشاريع التي تتضمن أبحاثًا على البشر.

ناقش البيان الصحفي أيضًا فحص جميع نماذج جمع البيانات الأصلية:
تم إجراء فحص لجميع استمارات جمع البيانات الأصلية، والتي يبلغ عددها أكثر من1800نموذج، والتي تضمنت مراجعة من قبل مترجم.الأشكال الأصلية لها مظهر الأصالة في تنوع الكتابة اليدوية واللغة وطريقة الإكمال.تم التحقق من صحة المعلومات الواردة في الاستمارات مقابل قاعدتي البيانات العدديتين المستخدمتين في تحليلات الدراسة.تم توفير قواعد البيانات الرقمية هذه للباحثين الخارجيين وتم توفيرها لهم عند الطلب منذ أبريل2007.تم الكشف عن بعض الأخطاء العادية والطفيفة في النسخ، لكنها لم تكن من المتغيرات التي أثرت على تحليل الوفيات الأولية للدراسة أو أسباب الوفاة.وخلصت المراجعة إلى أن ملفات البيانات المستخدمة في الدراسة تعكس بدقة المعلومات التي تم جمعها في المسوح الميدانية الأصلية.

### عدد العناقيد
سخر ستيفن إي مور، الذي أجرى بحثًا استقصائيًا في العراق لصالح سلطة التحالف المؤقتة وكان مستشارًا لبول بريمر في المعهد الجمهوري الدولي، من دراسة لانسيت في مقال افتتاحي في 18 أكتوبر 2006 في صحيفة وول ستريت جورنال.في مقال بعنوان «655 الف قتيل حرب؟ دراسة زائفة عن ضحايا العراق»، كتب مور، «لن أقوم بمسح مدرسة ثانوية، ولا أقل دولة بأكملها، باستخدام 47 نقطة عنقودية فقط.ولا أي شخص آخر...» 

رد جيلبرت بورنهام في 20 أكتوبر 2006:
لم يشكك السيد مور في منهجيتنا، بل شكك في عدد المجموعات التي استخدمناها لتطوير عينة تمثيلية.استخدمت دراستنا 47 مجموعة عشوائية من 40 أسرة لكل منها.في نقده، لم يلاحظ السيد مور أن عينة المسح التي أجريناها شملت 12801 شخصًا يعيشون في 47مجموعة، وهو ما يعادل دراسة استقصائية شملت 3700فرد تم اختيارهم عشوائيًا.على سبيل المقارنة، فإن استطلاعًا شمل 3700شخصًا أكبر بثلاث مرات تقريبًا من متوسط الاستطلاع السياسي في الولايات المتحدة والذي يشير إلى هامش خطأ بنسبة +/- 3٪.

### معدل الوفيات قبل الغزو
انتقد فريد كابلان، الذي يكتب لـ Slate، معدل الوفيات قبل الغزو المستخدم في كل من مسوحي لانسيت لعامي 2004 و 2006.

في 29 أكتوبر 2004 مقال في Slate كتب:
لكن هناك مشكلتان في هذا الحساب.أولاً، يشكك دابونتي (الذي درس أعداد السكان العراقيين لسنوات عديدة) في النتيجة التي مفادها أن معدل الوفيات قبل الحرب كان 5 وفيات لكل 1000.ووفقًا لبيانات شاملة تمامًا جمعتها الأمم المتحدة، فإن معدل الوفيات في العراق من 1980 إلى 85 كان 8.1 لكل 1000.من عام 1985 إلى عام 1990، السنوات التي سبقت حرب الخليج عام1991، انخفض المعدل إلى 6.8 لكل 1000.بعد عام 91، كانت الأرقام أكثر ضبابية، لكن من الواضح أنها ارتفعت.مهما كانت في عام2002، فمن شبه المؤكد أنها كانت أعلى من 5 لكل 1000.
راجع أيضًا مقالة ذات صلة حول بيث دابونتي:

في مقال نشر في 20أكتوبر2006، كتب فريد كابلان أن معدل الوفيات قبل الغزو الذي حسبه مؤلفو تقرير لانسيت لعام2006 كان أيضًا منخفضًا للغاية.وقال إن هذا من شأنه أن يتسبب في ارتفاع تقدير لانسيت للوفيات الزائدة منذ الغزو.كتب فريد كابلان:
واستنادا إلى استطلاعات الأسر، يقدر التقرير أنه قبل الحرب مباشرة، كان معدل الوفيات في العراق 5.5 لكل 1000.(أي مقابل كل 1000 شخص يموت 5.5 شخص كل عام.تظهر النتائج أيضًا أنه في غضون ثلاث سنوات ونصف منذ بدء الحرب، ارتفع هذا المعدل إلى 13.3 لكل 1000.لذا، فإن «الوفيات الزائدة» تصل إلى 7.8 (13.3 ناقص 5.5) لكل 1000.واستنبطوا من هذا الرقم للوصول إلى تقديراتهم البالغة 655 ألف حالة وفاة.ومع ذلك، وفقًا لبيانات من الأمم المتحدة، بناءً على الاستطلاعات التي تم إجراؤها في ذلك الوقت، كان معدل الوفيات قبل الغزو في العراق 10 لكل 1000.
في مقال نشر في 20 تشرين الثاني (نوفمبر) 2006، كتب اثنان من مؤلفي دراسة لانسيت، جيلبرت بورنهام وليه روبرتس :
يدعي كابلان أن المعدل كان بالفعل 10، وفقًا لأرقام الأمم المتحدة.كتب: «إذا كان معدل العراق قبل الغزو 5.5 لكل 1000، كان أقل من كل بلد تقريبًا في الشرق الأوسط، والعديد من البلدان في أوروبا.» هذا مجرد خطأ! إذا كان كابلان قد تحقق من أرقام معدل الوفيات للأمم المتحدة، فإن معظم دول الشرق الأوسط لديها بالفعل معدلات وفيات أقل من معظم الدول الأوروبية، وفي الواقع لديها معدلات وفيات أقل من 5.5.معدل الوفيات في الأردن 4.2 و 5.3 في إيران و 3.5 في سوريا.سبب انخفاض المعدل بسيط: معظم دول الشرق الأوسط لديها سكان أصغر سناً مقارنة بمعظم الدول الغربية.
من مقال نشرته واشنطن بوست في 19أكتوبر2006  هناك ما يلي:
في مقابلة عبر الهاتف، قال جون بيدرسن، مدير الأبحاث في دراسة [برنامج الأمم المتحدة الإنمائي] لعام2004، إن عدة عوامل من المحتمل أن تكون مسؤولة عن النتائج المختلفة للباحثين.تتمثل إحدى القضايا الرئيسية في كيفية استقراء الباحثين من الوفيات التي تم تحديدها في أبحاثهم الميدانية إلى عدد القتلى في البلاد بأكملها.وأشار بيدرسن إلى أن دراسة لانسيت تستند إلى معدل وفيات قبل الغزو بلغ5.5 حالة وفاة لكل ألف شخص [سنويًا].وقال إن الأمم المتحدة استخدمت الرقم 9لكل ألف.وأشار إلى أن الاستقراء من معدل الوفيات المنخفض قبل الغزو سيؤدي إلى زيادة أكبر في الوفيات بعد الغزو.
إن «معدل وفيات ما قبل الغزو» المذكور أعلاه للأمم المتحدة البالغ 9وفيات / 1000/ سنة هو أكثر من معدلات الوفيات لعام2002 أو2003 التي تم قياسها بواسطة دراستي لانسيت.

على الرغم من أن دراسات لانسيت لعامي2004  و2006 أجرت مقابلات مع مجموعات مختلفة من الأسر في جميع أنحاء العراق، فقد توصلوا إلى نفس معدل الوفيات لعام2002 قبل الحرب.من مقال لانسيت لعام2006: «إن التشابه اللافت للنظر بين تقديرات الوفيات قبل الحرب في عامي2004 و 2006يقلل من المخاوف بشأن قدرة الناس على تذكر الوفيات بدقة على مدى 4سنوات».
لغرض التحليل، تم تقسيم 40شهرًا من بيانات المسح إلى ثلاث فترات متساوية-مارس2003 إلى أبريل2004 ؛ مايو2004 إلى مايو2005، ومن يونيو2005 إلى يونيو2006.بعد الغزو ارتفع معدل الوفيات كل عام.
- "ما قبل الغزو: 5.5 حالة وفاة / 1000 / سنة
- مارس 2003 - أبريل 2004: 7.5 حالة وفاة / 1,000 / سنة
- مايو2004 - مايو2005: 10.9حالة وفاة / 1,000/سنة
- حزيران (يونيو) 2005 - حزيران (يونيو) 2006: 19.8 حالة وفاة / 1,000 / سنة
- إجمالي ما بعد الغزو: 13.2 حالة وفاة / 1000 / سنة

الفرق بين معدل الوفيات قبل الغزو ومعدلات الوفيات المختلفة بعد الغزو هو معدلات الوفيات الزائدة لكل فترة.يسرد الجدول 3 في مقالة لانسيت هذه المعدلات على أنها 2.6 و 5.6 و 14.2.لماذا تم إدراج معدل الوفيات الزائد لشهر يونيو2005 إلى يونيو2006 على أنه 14.2 بدلاً من 14.3 قد يرجع إلى كيفية إجراء التقريب.تم سرد معدل الوفيات الزائدة الإجمالي لكامل فترة المسح بعد الغزو على أنه 7.8 حالة وفاة/1000/سنة في الجدول3.
الفرق بين معدلات وفيات لانسيت والأمم المتحدة قبل الغزو هو 3.5 حالة وفاة /1000/سنة.استخدمت دراسة لانسيت عدد 26112353(من ملحق لانسيت) لسكان العراق.3.5 ضرب 26.112 يساوي 91.392.لذا فإن 3.5حالة وفاة/1,000 / سنة تعني حوالي 91,400 حالة وفاة في عام واحد في عدد سكان يبلغ 26.1 مليون.

### معدلات وفيات الرضع والأطفال
في مقال بتاريخ 5مارس2007  في صحيفة التايمز، قال الخبير الاقتصادي مايكل سباجات إن هناك نتيجة محيرة في تقرير لانسيت لعام2006 بأن وفيات الأطفال قد انخفضت.
ذكرت مقالة في بي بي سي في 25 مايو 2000  أنه قبل فرض عقوبات على العراق من قبل الأمم المتحدة في عام1990، انخفض معدل وفيات الرضع إلى 47 لكل 1000 مولود حي بين عامي1984 و1989.هذا يقارن بحوالي 7 لكل 1000 في المملكة المتحدة ".كان مقال بي بي سي يتحدث عن دراسة لمدرسة لندن للصحة وطب المناطق الحارة بعنوان "العقوبات ووفيات الأطفال في العراق"، والتي نشرت في مايو2000 مجلة لانسيت الطبية.
أفاد مقال بي بي سي لعام2000 أنه بعد فرض عقوبات الأمم المتحدة بعد غزو العراق للكويت عام1990، «وجدوا أنه في جنوب ووسط العراق، ارتفع معدل وفيات الأطفال إلى 108 لكل1000 بين عامي1994 و1999، في حين أن وفيات الأطفال - التي تغطي ما بين واحد وخمس سنوات - قصف صاروخي من 56 إلى 131 لكل 1000».
كما ذكرت مقالة بي بي سي لعام 2000، «مع ذلك، وجدت أن معدل وفيات الرضع والأطفال في منطقة الحكم الذاتي، وخاصة منطقة الأكراد في شمال البلاد، قد انخفض بالفعل، وربما يعكس التوزيع الأكثر ملاءمة للمساعدات في تلك المنطقة».
كشفت الدراسات التي تمت برعاية الأمم المتحدة بعد عام2003 أن الأرقام السابقة لوفيات الأطفال في جنوب/وسط العراق (التي قدمتها حكومة صدام) تضخمت بأكثر من ضعفي وأن معدل وفيات الأطفال في تلك المناطق كان أقل من المعدل في شمال العراق.
انتهت عقوبات الأمم المتحدة في 22مايو2003 (مع بعض الاستثناءات المتعلقة بالأسلحة).

### 40 منزلا يتم مسحها يوميا
تقول مادلين هيكس، وهي طبيبة نفسية وباحثة في الصحة العامة في كلية كينجز لندن في المملكة المتحدة، إنها «ببساطة لا تصدق» ادعاء الصحيفة أن 40 منزلاً متتاليًا تم مسحها في يوم واحد.تقول: «ببساطة لا يوجد وقت كافٍ في اليوم، لذا يجب أن أستنتج أن شيئًا آخر يحدث على الأقل لبعض هذه المقابلات».ربما تكون الأسر قد «أعدها شخص ما، وتهيئتها للإبلاغ السريع»، على حد قولها، الأمر الذي «يثير مسألة التحيز الذي يتم تقديمه».

نشرت مقالة في صحيفة الجارديان بتاريخ 24 أكتوبر/تشرين الأول2006 عن هذا الرد من مؤلف دراسة لانسيت جيلبرت بورنهام:
وأشار آخرون إلى أنه كان من المستحيل مسح 40 أسرة في يوم واحد - ولكن في الواقع تم تقسيم الباحثين إلى فريقين وأجروا 20 مقابلة منزلية لكل منهما، على حد قوله.
أفادت مقالة بي بي سي في 30أكتوبر2006 عن هذا الرد من مؤلف دراسة لانسيت ليس روبرتس:
في العراق عام 2004، استغرقت عمليات المسح ضعف هذه المدة، وعادةً ما استغرق الفريق المكون من شخصين حوالي ثلاث ساعات لمقابلة مجموعة مكونة من 30 منزلًا.أتذكر مجموعة ريفية واحدة استغرقت حوالي ست ساعات وعدنا بعد حلول الظلام.ومع ذلك، فإن مخاوف الدكتور هيكس ليست صحيحة حيث أجرى فريق واحد عدة أيام مقابلة مع مجموعتين في عام 2004.